# Johannes Beckmann (Theologe)
Johannes Beckmann (* 2. Mai 1901 in Essen; † 17. Dezember 1971 in Freiburg im Üechtland) war ein deutscher Theologe und Kirchenhistoriker.

## Leben
Der Sohn des Schlossers Heinrich besuchte von 1914 bis 1921 das Gymnasium Immensee, von 1921 bis 1923 das Priesterseminar Chur und von 1923 bis 1926 das Missionsseminar Wolhusen. Er wurde Mitglied der Missionsgesellschaft Bethlehem. Nach der Priesterweihe 1926 studierte er von 1926 bis 1930 Theologie an der Universität Münster. Nach der Promotion in Münster lehrte er von 1930 bis 1962 als Professor für Kirchengeschichte und Missionswissenschaft in den Missionsseminarien Wolhusen und Schöneck. Er gründete 1945 die Neue Zeitschrift für Missionswissenschaft. Die Universität Fribourg verlieh ihm 1970 die Ehrendoktorwürde.

## Schriften (Auswahl)
- Der einheimische Klerus in den Missionsländern. Eine Übersicht. Freiburg im Üechtland 1943, OCLC 718464541.
- Die katholische Kirche im neuen Afrika. Einsiedeln 1947, OCLC 230736247.
- Weltkirche und Weltreligionen. Die religiöse Lage der Menschheit. Basel 1961, OCLC 39268963.
- China im Blickfeld der mexikanischen Bettelorden im 16. Jahrhundert. Schöneck 1964, OCLC 948416642.